# トラギス
トラギス(虎鱚、学名:Parapercis pulchella)は、スズキ目ワニギス亜目トラギス科トラギス属の海水魚。朝鮮半島、台湾、インドなど太平洋北西部に生息。日本でも、関東以南の太平洋岸などでみられる。

## 形態
最大で20cmまで成長する。丸く細長い赤色の体の中央部に、エラから尾の付け根にかけて白い斑列がある。頭には青い帯が入るが、個体により変異が大きい。下顎にある黒い斑点でも、他種と区別できる。背ビレと、尻ビレは、底が長くなっている。

## 生態
沿岸の浅瀬に住み、小型の魚や甲殻類を食べる。初夏に産卵するが、メスからオスへ性転換することで有名。

## 人間との関係
釣りで、本種を狙うことは少ないが、シロギスなどに伴って捕獲される。天ぷらや、塩焼きあるいは練り製品として食べることもできるが、前述のように、外道として捕獲されることが多いので、産地の市場で少量のみが取引される。地域によって、「トラハゼ」「ニュウドウハゼ」「オテッカンジイ」「ドウマル」などの別名で呼ばれる。